# Hypermodernismus
Hypermodernismus je šachový koncept, týkající se šachové strategie v zahájení. Spočívá především v myšlence, že střed šachovnice není nutno obsazovat jen tlakem pěšců, jež jsou v jeho bezprostřední blízkosti, ale je možno ho pouze z dálky kontrolovat figurami. Toto schéma bylo vymyšleno a následně uvedeno do praxe ve dvacátých letech 20. století šachisty jako byli Aaron Nimcovič, Savielly Tartakower nebo Richard Réti. Pro propagaci hypermodernismu byly důležité knihy Můj systém Aarona Nimcoviče a Nové ideje v šachové hře od Richarda Rétiho.

## Hypermodernistická zahájení
Jsou většinou zavřené hry
- Většina indických her
  - Královská indická obrana
  - Grünfeldova indická obrana
  - Nimcovičova indická obrana
  - Dámská indická obrana
  - Bogoljubova indická obrana
- Rétiho hra
- Katalánská hra
- Larsenova hra

Objevují se však i mezi polootevřenými zahájeními
- Aljechinova obrana
- Pircova obrana